# Hieronymus Harder (Orientalist)
Hieronymus Harder (* 1648 in Basel; † März 1675 in Konstantinopel) war ein Schweizer Orientalist.

## Biografie
Harder war der Sohn des Basler Universitätsnotars und Stadtschreibers Johann Conrad Harder (1628–1695) und der Anna-Maria Gemusaeus (1626–1671). 1664 schloss er in Basel ein Erststudium der Philosophie mit der Abhandlung Über den Sitz der rationalen Seele ab. Seine weitere und vor allem seine orientalistische Ausbildung dürfte er aber in Leiden, dem damaligen Zentrum der Orientwissenschaften in Europa, erhalten haben. Dort promovierte er 1668 an der Theologischen Fakultät. Im selben Jahr erschienen zwei Disputationen von ihm, eine Abhandlung über Jakobs Abschiedsrede im Buch Genesis und eine Schrift über die Theologie Noahs. Auch sind in seinem Nachlass Kopien von Leidener arabischen Handschriften erhalten, die er selbst anfertigte oder durch einen Schreiber namens Ibn aṣ-Ṣaḫrī anfertigen liess.
Nach Leiden war Harder später auch berufen, zunächst als Honorarprofessor, dann als Ordinarius „in den morgenländischen Sprachen“. Vor Antritt der Stelle unternahm er eine Orientreise, starb jedoch unterwegs „an einem hitzigen Fieber“.
1682 schenkte der Vater die orientalischen Handschriften aus dem Besitz seines Sohnes sowie seinen übrigen orientalistischen Nachlass der Basler Universitätsbibliothek. Die Handschriften bilden neben dem bereits 1559 in den Besitz der Bibliothek gelangten Basler Koran den ältesten Bestand der Basler Orientalia. Harders Nachlass umfasst neben Abschriften und Übersetzungen arabischer Quellentexte ins Lateinische vor allem Briefe, Notizen zu koranischen und biblischen Themen, zu arabischen Geschichtswerken, zur Sprachwissenschaft sowie umfangreiche Vorarbeiten zu einem arabisch-türkischen Wörterbuch.
Harders früher Tod verhinderte die Veröffentlichung weiterer wissenschaftlicher Arbeiten. Der letzte gedruckte Text von ihm ist ein Trauergesang (Epicedium) in persischer Sprache mit lateinischer Übertragung, den er 1671 zum Tod seiner Mutter verfasste, und der im Anhang zur Leichenpredigt abgedruckt ist. Die Verwendung spezifisch persischer Bildsprache macht deutlich, dass Harder auch die persische Dichtung gründlich studiert hatte. In der Zeit, da er lebte, kam in Europa gerade das Studium des Persischen auf: 1649 waren John Greavesʼ Elementa linguae persicae erschienen, und 1654 hatte Adam Olearius unter dem Titel Persianischer Rosenthal ein Hauptwerk der neupersischen Literatur – Saʿdīs Gulistān – ins Deutsche übertragen.

## Schriften
- Disputatio philosophica de sede animae rationalis. Iohannes Iacobus Decker, Basel 1664, doi:10.3931/e-rara-66484 (Latein).
- Disputatio theologica de verbis Jacobi ultimis, Genesis 48 et 49. Joh. Elsevier, Lugduni Batavorum [=Leiden] 1668 (Latein).
- Disputatio theologica de Theologia Noachica. Joh. Elsevier, Lugduni Batavorum [=Leiden] 1668 (Latein).
- Christliche Leichpredigt, von gläubiger Seele irdischem und himmlischem Hauss : gehalten Dinstags den 26. Septembr. Anno 1671 in dem Münster zu Basel, bey christlicher Bestattung der ... Anna-Maria Gemusaein, des ... Herren Johann-Conrad Harders, Stattschreibers daselbsten, ehelicher Haussfrawen. Jacob Bertsche, Basel 1671, Epicedium im Anhang, doi:10.3931/e-rara-68269 (deutsch, Latein, persisch).